# Pernilla Karlsson
Pernilla Karlsson (11 de junio de 1990) es una cantante sueco-finesa que representó a Finlandia en el Festival de la Canción de Eurovisión 2012 que se celebró en Bakú, Azerbaiyán, donde interpretó la canción "När jag blundar".